# Erin Densham
Erin Densham (Sydney, 3 maggio 1985) è una triatleta australiana.
Ha rappresentato il suo paese ai giochi olimpici di Londra del 2012, arrivando terza assoluta al traguardo a 2 secondi dalle prime due classificate, la svizzera Nicola Spirig e la svedese Lisa Nordén.